# Red Medžidije
Red Medžidije (osmanskoturško نشانِ مجیدیه, latinizirano: Mecidiye Nişanı) je bil vojaški in civilni red Osmanskega cesarstva, ki ga je leta 1851 ustanovil sultan Abdulmedžid I.

## Zgodovina
Red je bil ustanovljen leta 1851 in se je podeljeval v petih razredih, pri čemer je bil prvi razred najvišji. Veliko redov je podelil sultan Abdulmedžid I. kot nagrado za izredne zasluge članom britanske vojske in britanske kraljeve mornarice ter francoske vojske, ki so prišli na pomoč Osmanskemu cesarstvu med krimsko vojno proti Ruskemu carstvu in kasneje Britancem za službovanje v Egiptu in/ali Sudanu.  
V Veliki Britaniji so ga nosili za vsemi podeljenimi britanskimi medaljami za hrabrost in kampanje, vendar pred tujimi medaljami, kot je bila osmanska Krimska medalja. Red so običajno podeljevali častnikom, v nižjem razredu tudi nekaj vpoklicanim vojakom in mornarjem. Med prvo svetovno vojno so jo prejeli tudi številni nemški, avstrijski in bolgarski častniki. 
Red je bil pogosto podeljen tudi neturškim civilistom. 

## Opis
Red ima obliko zvezde. Na sprednji strani zvezde je tugra sultana Abdulmedžida I., obdana z napisom na zlato obrobljenem obroču rdečega emajla. Med sedmimi kraki zvezde so majhni polmeseci s peterokrakimi zvezdami. Zvezda visi na emajliranem polmesecu z zvezdo z zeleno emajliranimi robovi. 
Grob prevod napisov: levo: prečkali (ste); desno: (dokazano imate) prav; na vrhu: (zagotovili ste) zaščito; spodaj: letnica 1268; v sredini: V imenu Boga odpuščajočega, usmiljenega. 
Število prejemnikov: 
- Red prvega razreda (zlat): 50 prejemnikov; podeljeval ga je sultan
- Red drugega razreda (zlat): 150 prejemnikov; podeljeval ga je sultan
- Red tretjega razreda (zlat): 800 prejemnikov
- Red četrtega razreda (zlat): 3000 prejemnikov
- Red petega razreda (srebrn): 6000 prejemnikov

## Nekaj pomembnih prejemnikov
- Abdelkader El Džezairi, alžirski islamski učenjak in politični in vojaški vodja v bitki proti Francozom
- Abraham Aškenazi, vrhovni rabin Palestine
- Mustafa Kemal Atatürk, častnik osmanske vojske
- Lucien Baudens, francoski vojaški kirurg
- Edward Wilmot Blyden, panafričan in liberijski državnik
- Eugène Chauffeur, častnik francoske vojske, prejemnik Reda legije časti, resno ranjen med obleganjem Sevstopola
- Charles Doughty-Wylie, častnik britanske vojske, kasneje ubit na Galipoliju v bitki proti Turkom
- Arthur Conan Doyle, škotski pisatelj
- Richard England, britanski vojak
- Pierre Louis Charles de Failly, francoski vojak
- Emanuele Luigi Galizia, malteški arhitekt in gradbenik
- Rafael de Nogales Méndez, venezuelski vojak, avanturist in pisec
- George Walter Grabham, britanski geolog
- George Alfred Henty, angleški častnik in pisatelj
- Theodor Herzl, novinar in sionistični voditelj
- Auguste Lumière, francoski industrijalec in  biolog
- Léon-Eugène Méhédin, francoski arhitekt in fotograf
- Helmuth von Moltke the Elder, pruski častnik
- William Montgomery-Cuninghame, britanski častnik in prejemnik Viktorijinega križca recipient
- Napoleon III., francoski cesar
- Charles George Gordon, britanski general
- Maurice Horatio Nelson, britanski admiral
- James Blyth, britanski poslovnež in politik
- William Parke, britanski general
- George Paulet, britanski mornariški častnik
- Pedro II. Brazilski, brazilski cesar
- Ludomił Rayski, poljski pilot
- Cecil Spring Rice, britanski diplomat
- Haim Palachi, glavni rabin Izmirja
- Jules Ernest Renoux, francoski slikar
- Pierre-Auguste Sarrus, francoski glasbenik
- Emanuel Stross, veletrgovec[3]
- Charles Carroll Tevis, ameriški vojak in poveljnik anatolske konjenice
- Alfred Tippinge, britanski častnik grenadirske garde in prejemnik Reda legije časti
- Maréchal Vaillant
- Carol Davila
- Živojin Mišić, srbski feldmaršal in načelnik generalštaba
- Louis Pasteur, francoski kemik in mikrobiolog[4]
- Yosef Navon, jeruzalemski poslovnež, odgovoren za gradnjo železniške proge Jaffa–Jerusalem
- Frederick Haines, feldmaršal
- Charles Pomeroy Stone, ameriški častnik
- Dimitrije Cincar-Marković, srbski ministrski predsednik in general
- Grocholski Tadeusz
- Perestu kadın, valide sultan Osmanskega cesarstva
- Princesa Viktorija Luiza Pruska

## Vira
- The Americana, Vol. 15. Ur. Frederick Converse Beach, George Edwin Rines, 1912.
- About Tadeusz Grocholski (poljsko)